# Allium suworowii

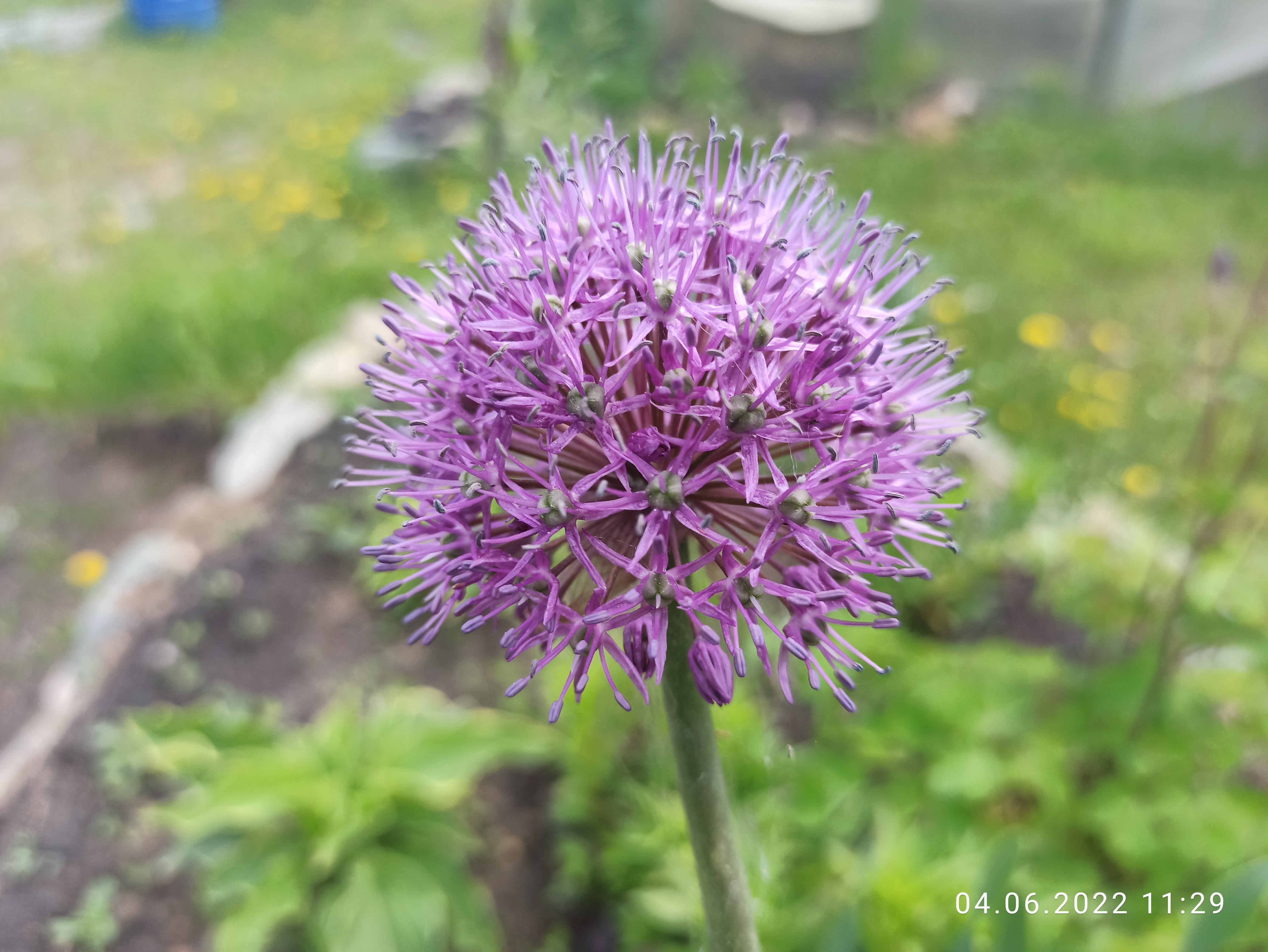
Allium suworowii

Allium suworowii — вид рослин з родини амарилісових (Amaryllidaceae); поширений у Казахстані й Узбекистані, Киргизстані, Таджикистані, Афганістані.

## Опис
Багаторічна рослина. Цибулина куляста, 2–3 см завширшки, з сірими оболонками. Стебло 40–100 см заввишки, з жилками, що ледь виступають. Листків 2–6, ременеподібні, 5–20 мм завширшки, на краю шорсткі, сизі, значно коротші від стебла. Зонтик напівкулястий або кулястий, багатоквітковий, густий, з рівними квітконіжками. Частки оцвітини рожево-фіолетові, з темною жилкою, ≈ 4 мм завдовжки, лінійні, тупі, пізніше вниз відігнуті та скорочені. Коробочка широко-яйцювата, ≈ 5 мм завдовжки. Період цвітіння в травень — червень.

## Поширення
Поширений у Казахстані й Узбекистані, Киргизстані, Таджикистані, Афганістані. Зростає на чагарникових і трав'янистих схилах і шлейфам гір.